# Protoneurídeos
Os protoneurídeos (Protoneuridae) é uma família de libelinhas. A maioria das espécies são comumente conhecidos como threadtails, enquanto outros são comumente conhecidos como bambootails. Eles são chamados de threadtails porque seu abdômen são pino-fino. Libelinhas threadtails são geralmente de tamanho pequeno e suas asas são geralmente transparentes. Ele contém os seguintes gêneros:
- Amazoneura Machado, 2004
- Arabineura Schneider and Dumont, 1995
- Caconeura Kirby, 1890
- Chlorocnemis Selys, 1863
- Drepanoneura von Ellenrieder & Garrison, 2008
- Disparoneura Selys, 1860
- Elattoneura Cowley, 1935
- Epipleoneura Williamson, 1915
- Epipotoneura Williamson, 1915
- Esme Fraser, 1922
- Forcepsioneura Lencioni, 1999
- Idioneura Selys, 1860
- IsomecocnemisCowley, 1936
- Junix Rácenis, 1968
- Lamproneura De Marmels, 2003
- MelanoneuraFraser, 1922
- Microneura Hagen in Selys, 1886
- Neoneura Selys, 1860
- Nososticta Selys, 1860
- Peristicta Hagen in Selys, 1860
- Phasmoneura Williamson, 1916
- Phylloneura Fraser, 1922
- Prodasineura Cowley, 1934
- Proneura Selys, 1889
- Protoneura Selys in Sagra, 1857
- Psaironeura Williamson, 1915
- Roppaneura Santos, 1966